# 스웨덴 올림픽 위원회
스웨덴 올림픽 위원회(스웨덴어: Sveriges Olympiska Kommitté)는 스웨덴의 국가 올림픽 위원회이다. IOC 코드는 SWE이다. 본부는 스톡홀름에 있으며 유럽 올림픽 위원회에 소속되어 있다.
1913년에 설립되었으며 같은 해에 국제 올림픽 위원회의 승인을 받았다. 35개 정회원 국가 스포츠 연맹과 12개 준회원 국가 스포츠 연맹이 소속되어 있으며 스웨덴의 스포츠 발전을 담당한다. 또한 올림픽, 유러피언 게임을 비롯한 국제 스포츠 대회에 참가하는 스웨덴의 선수들을 대표한다.

## 같이 보기
- 올림픽 스웨덴 선수단